# Peter Antonie
Peter Thomas Antonie (Melbourne, 11 maggio 1958) è un canottiere australiano.
Ha vinto la medaglia d'oro olimpica alle Olimpiadi 1992 svoltesi a Barcellona nella specialità due di coppia insieme a Stephen Hawkins.
Nel 2003 è stato insignito della Medaglia Thomas Keller.